# 마누엘 프레시아도
마누엘 "마놀로" 프레시아도 레보예도(스페인어: Manuel "Manolo" Preciado Rebolledo; 1957년 8월 28일, 칸타브리아 주 엘 아스티예로 ~ 2012년 6월 6일, 발렌시아 주 엘 페레요)는 스페인의 전 축구 수비수이자 감독이었다.
그는 15년을 선수로 보내면서 주로 라싱 산탄데르 선수로 활약하였고, 5개의 다른 구단에서도 활약했지만, 대부분 하위 리그 구단들이었다. 감독으로서, 그는 주로 스포르팅 히혼을 지도했는데, 2008년에 라 리가 승격을 이룩하였다.
2012년 6월, 프레시아도는 향년 54세에 심장 마비로 영면에 들었다.

## 선수 경력
프레시아도는 칸타브리아 주 엘 아스티예로 출신으로, 고향 인근의 라싱 산탄데르에서 59번의 라 리가 경기에 출전했는데, 그는 이 기록을 5번 중 세번의 라싱 소속기에 기록하였다. 그의 역대 최다 1부 리그 경기 출장 횟수는 1978-79 시즌의 32번인데, 라싱 산탄데르는 이 시즌이 끝나고 2부로 강등되었다.
세군다 디비시온에서의 3년 후,(이 중 2년을 리나레스에서 보냈다) 프레시아도는 하부 리그에서 선수 생활을 이어나갔고, 1992년에 고향 칸타브리아의 하부 리그 소속 구단 힘나스티카에서 거의 35세가 되어서 축구화를 벗었다. 그의 처음이자 마지막 1부 리그 골은 1982년 4월 18일에 아틀레틱 빌바오와의 원정 경기에서 터졌는데, 이 경기에서 1-4로 완패하면서 그의 골은 빛이 바랬다.

## 감독 경력
프레시아도는 90년대 중반부터 감독일을 시작했는데, 처음 맡은 구단은 그의 은퇴무대였던 힘나스티카로, 테르세라 디비시온의 우승을 거두었다. 이후 친정 라싱 산탄데르로 복귀해 2군의 감독직을 맡아 세군다 디비시온 B의 승격을 이룩하였고, 2002년에 2기로 감독직을 맡았을 때에도 부재중에 강등된 구단을 다시 승격시켰다.
프레시아도는 2002-03 시즌에 1부 리그에 속한 1군의 감독으로 처음 차출되어 18번의 경기 끝에 소속 구단의 1부 리그 잔류에 성공했다. 2부 리그의 레반테 감독으로 1년 역임한 그는 또다시 승격을 이룩하는 성과를 냈고, 무르시아를 거쳐, 다시 산탄데르로 돌아왔다. 비록 라싱 산탄데르는 강등권과 딱 1점차로 간신히 잔류했지만, 2005년 12월 21일에 레알 마드리드를 산티아고 베르나베우에서 2-1로 침몰시키키도 하였다.
2006년 여름, 프레시아도는 스포르팅 히혼의 감독으로 취임하였다. 프레시아도는 임기 2년차에 아스투리아스 연고 구단을 10년 만에 다시 1부 리그로 올렸고, 그 다음 시즌에는 리그 내 20개 구단 중 최저 예산으로 잔류에 성공했는데, 소속 구단은 2009년 5월 31일에 벌어진 레크레아티보와의 안방 경기에서 2-1로 이기면서 그 다음 시즌도 1부 리그에 참가하게 되었고, 프레시아도 자신도 그 해 말에 계약을 연장하였다.
프레시아도는 2009-10 시즌에도 리그를 15위로 마쳐 잔류권에 안착하였다. 2010년 11월, 프레시아도는 두 달 전에 바르셀로나와의 경기에서(이 원정 경기는 0-1 패배로 끝났다) 최정예 11명 중 대부분을 쉬게 하자 조제 모리뉴 레알 마드리드 감독은 그가 경기를 포기했다고 혐의를 제기하였고, 프레시아도는 이에 포르투갈인을 "나쁜 친구"나 "인간 말종"의 원색적인 비난으로 응수했다. 말싸움 후, 두 선수단은 그 달 14일에 엘 몰리논에서 맞대결을 펼쳤고, 모리뉴의 선수단이 이 경기에서 1-0으로 이겼다. 2011년 4월 2일, 산티아고 베르나베우에서 양 선수단이 재회했고, 이번에는 스포르팅 히혼이 똑같은 점수로 이겼고, 그에 따라 프레시아도의 스포르팅 히혼은 9년 만에 모리뉴의 리그 안방 경기에서 이긴 감독이 되었고, 프레시아도 감독은 이후 "모리뉴가 우리 탈의실에 들어와서 축하해줬습니다"라고 언급하였다.
프레시아도는 2012년 1월 31에 거의 임기 6년 째가 되어서 해임되었는데, 마지막으로 스포르팅 히혼을 지휘한 경기는 1-5로 패한 레알 소시에다드와의 원정 경기로, 소속 구단은 19위로 처져 있었다.

## 사생활
2002년, 프레시아도는 아내를 암으로 잃었다. 2년 후에는 그의 15세 아들(두 아들 중 하나)을 차량 사고로 잃었다. 그는 이 비극에 대해 다음과 같이 회고했다: "저는 절 쏴버릴 수도 묵묵히 견뎌 나갈 수도 있었습니다."
2011년 4월 20일, 프레시아도의 부친으로 동명인 마누엘 프레시아도를 산탄데르에서 차에 치여 잃었다.

## 최후와 반응

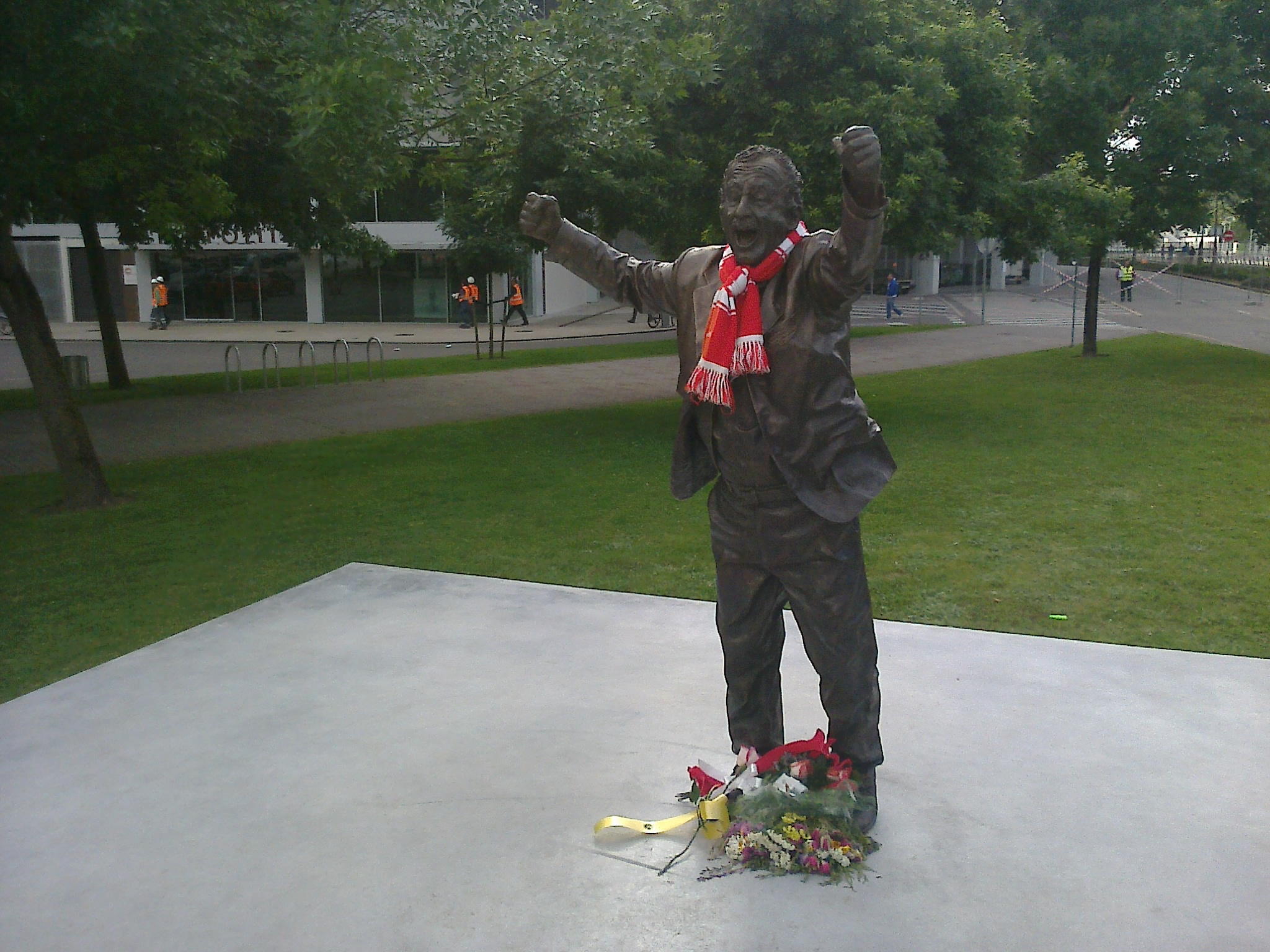
엘 몰리논 근처의 프레시아도 동상

2012년 6월 6일, 프레시아도는 스포르팅 히혼과 마찬가지로 시즌 말에 강등의 아픔을 겪은 비야레알의 감독으로 내정되었다. 그 날 얼마 후, 그는 발렌시아 주의 한 호텔에서 심장 마비로 숨진 채 발견되었다. 그는 애연가인 것으로 밝혀졌는데, 매일 40개비의 담배를 피운 것으로 전해졌다.
미국연합통신에 따르면, "프레시아도의 갑작스러운 별세 소식이 스페인 구단들, 감독들, 그리고 선수들의 감정 표출로 이어졌다"고 하였다. 비센테 델 보스케 스페인 국가대표팀 감독은 폴란드에서 유로 2012를 앞두고 스페인의 스포츠 일간지 마르카와 기자회견 중에 "우린 모두 충격받았습니다. 우리는 아침 식사를 하고 있었고, 우리는 모두 이 소식에 충격을 받았습니다. 그는 사려깊은 분이였고 훌륭한 스포츠인이었습니다. 그는 축구를 위해 살아온 분으로 감독일을 하신 것이 명예였습니다"라고 표의했다. 스페인 국가대표 후안 마타 선수는 "(마누엘 프레시아도 감독님이 돌아가셨다는) 사실은 받아들이기 힘든 일입니다. 저는 (프레시아도 감독님이) 맡으신 팀마다 열정, 즐거움, 그리고 독창성을 전해 주시는 행복한 그 분이 웃으신 것을 기억합니다. (프레시아도) 감독님에 대해 과거 일처럼 말하는 것은 힘듭니다." 모리뉴는 레알 마드리드의 공식 웹사이트에 공개적으로 편지를 게재했는데, 그 편지는 "그 분은 제가 한 사람으로서 스포츠인으로서 좋아할 만한 것을 다 갖추셨습니다: 독창성, 정직함, 그리고 싸워 나가는 용기"라는 내용이 담겨 있었다. 마요르카의 감독인 호아킨 카파로스는 "저는 그가 비야레알에 합류해서 기뻤습니다. 저는 그가 선수단을 다시 1부 리그로 올려 보낼 수 있었으리라 생각합니다. 그는 감독계에서 본보기가 되어야 한다고 생각합니다"라고 입을 열었다.
히혼에서 많은 사람들이 스포르팅의 안방인 엘 몰리논에 웅집하여 그에게 조의를 표했다. 같은 날 히혼 시장이 경기장 근처의 길을 "마누엘 프레시아도 가"(Alameda de Manuel Preciado)로 개칭할 것을 건의했다.
2013년 6월 7일, 프레시아도의 별세 1주기에 엘 몰리논 근처에 동상이 세워졌는데, 기금은 공개 모금을 통해 진행되었다.

## 감독 통계
| 구단            | 국적   | 취임            | 해임             | 기록 | 기록 | 기록 | 기록 | 기록 | 기록 | 기록 | 기록  | 주     |
| 구단            | 국적   | 취임            | 해임             | 전   | 승   | 무   | 패   | 득   | 실   | 차   | 율 %  | 주     |
| --------------- | ------ | --------------- | ---------------- | ---- | ---- | ---- | ---- | ---- | ---- | ---- | ----- | ------ |
| 힘나스티카      | 스페인 | 1995년 6월 30일 | 1996년 7월 1일   | 44   | 29   | 11   | 4    | 94   | 20   | +74  | 65.91 | [ 24 ] |
| 라싱 산탄데르 B | 스페인 | 1996년 7월 1일  | 1997년 6월 30일  | 44   | 23   | 14   | 7    | 89   | 40   | +49  | 52.27 | [ 25 ] |
| 힘나스티카      | 스페인 | 2000년 7월 1일  | 2000년 8월 1일   | 0    | 0    | 0    | 0    | 0    | 0    | 0    | —     | —      |
| 라싱 산탄데르 B | 스페인 | 2001년 2월 5일  | 2002년 6월 30일  | 58   | 32   | 12   | 14   | 112  | 42   | +70  | 55.17 | [ 26 ] |
| 라싱 산탄데르   | 스페인 | 2002년 7월 1일  | 2003년 1월 20일  | 19   | 6    | 2    | 11   | 22   | 27   | −5   | 31.58 | [ 27 ] |
| 레반테          | 스페인 | 2003년 7월 11일 | 2004년 6월 30일  | 46   | 25   | 13   | 8    | 64   | 36   | +28  | 54.35 | [ 28 ] |
| 무르시아        | 스페인 | 2004년 7월 1일  | 2004년 11월 23일 | 14   | 2    | 3    | 9    | 9    | 24   | −15  | 14.29 | [ 29 ] |
| 라싱 산탄데르   | 스페인 | 2005년 7월 1일  | 2006년 4월 23일  | 35   | 7    | 13   | 15   | 29   | 42   | −13  | 20.00 | [ 30 ] |
| 스포르팅 히혼   | 스페인 | 2006년 7월 1일  | 2012년 1월 31일  | 232  | 79   | 55   | 98   | 267  | 321  | −54  | 34.05 | [ 31 ] |
| 비야레알        | 스페인 | 2012년 6월 6일  | 2012년 6월 6일   | 0    | 0    | 0    | 0    | 0    | 0    | 0    | —     | [ 32 ] |
| 합계            | 합계   | 합계            | 합계             | 492  | 203  | 123  | 166  | 686  | 552  | +134 | 41.26 | —      |

## 수상

### 감독
레반테
- 세군다 디비시온: 2003–04[33]